# Tour de France 1913
Le Tour de France 1913, 11e édition du Tour de France, s'est déroulé du 29 juin au 27 juillet 1913 sur 15 étapes pour 5 388 km, à une moyenne de 26,715 km/h.
La compétition est remportée par le Belge Philippe Thys. Lors de la légendaire sixième étape de ce Tour, Eugène Christophe, virtuellement en tête, casse son vélo et perd plusieurs heures parce qu'il doit réparer lui-même son vélo, comme le veut le règlement. Dans la dernière étape, Thys a également des problèmes mécaniques, mais il obtient de l'aide pendant les réparations et n'est pénalisé que de dix minutes.
Entre 1905 et 1912, le classement général est calculé aux points, mais en 1913, la général est à nouveau fait au temps, comme au format original de 1903. Ce retour est définitif.

## Changements par rapport à l'édition précédente
En 1905, le format du Tour de France est modifié pour passer d'un système au temps à un système aux points, pour réduire la tricherie qui avait causé la disqualification des quatre premiers cyclistes du Tour de France 1904. Lors du Tour de France 1912, ce système a montré ses limites avec Eugène Christophe, qui aurait été leader au temps jusqu'à la dernière étape où il a permis à un groupe de s'échapper. Le système avait été contre un cycliste français et en faveur d'un cycliste belge (Odile Defraye, qui a gagné le Tour de France en 1912), et l'organisation française décide de revenir à un classement au temps : les temps d'arrivée de toutes les étapes sont additionnés et le cycliste avec le temps le plus petit est déclaré vainqueur. Ceci est également destiné à augmenter la combativité. Avec le système de points, les coureurs ne se préoccupent pas des écarts de temps, les coureurs plus modestes échappés sont ignorés par les meilleurs cyclistes.
Pour la première fois, l'itinéraire de la course est modifié. Le sens de rotation est inversé : on part vers l'ouest pour revenir vers Paris par l'est.

## Équipes participantes
Le Tour de 1913 s'élance avec 140 cyclistes. On compte 51 cyclistes répartis en 9 équipes, dont tous les favoris pour la victoire globale. Les 89 cyclistes restants sont inscrits dans la catégorie « isolé ». Cette édition a débuté avec six anciens vainqueurs du Tour de France (Louis Trousselier, Lucien Petit-Breton, François Faber, Octave Lapize, Gustave Garrigou et Odile Defraye).
Bien que les cyclistes aient déjà commencé en équipe, les règles leur interdisaient de travailler ensemble contre d'autres cyclistes. En 1913, cela change, et les cyclistes de la même équipe sont autorisés à travailler ensemble. Les organisateurs préférant que les coureurs roulent pour eux-mêmes, ils ajoutent une règle selon laquelle si un cycliste gagne une étape avec une marge de 20 minutes ou plus, il obtient non seulement sa propre prime, mais également la moitié des primes de tous les autres cyclistes.
Le premier cycliste africain est inscrit sur le Tour. Il s'agit du Tunisien Ali Neffati. Neffati avait été découvert par l'organisateur du Tour Henri Desgrange et il deviendra plus tard un chauffeur à L'Auto, le journal qui organise le Tour de France.
| N°      | Équipes                 |
| ------- | ----------------------- |
| 1-8     | La Française-Diamant    |
| 9-16    | Peugeot-Wolber          |
| 17-24   | Automoto-Continental    |
| 25-32   | Alcyon-Soly             |
| 33-36   | Liberator-Hutchinson    |
| 37-40   | Griffon-Continental     |
| 41-48   | J.B. Louvet-Continental |
| 49-50   | Armor-Soly              |
| 51-55   | Labor-Soly              |
| 101-209 | Individuel              |

## Déroulement de la course
Le départ du Tour a lieu à Boulogne-Billancourt ; l'arrivée finale se juge au Parc des Princes.
Dans les premières étapes, il ne se pas passe grand chose pour le classement général, car la plupart des coureurs économisent leur énergie pour les Pyrénées. La première étape est remportée au sprint par l'Italien Giovanni Micheletto. Micheletto ne fait pas partie du premier groupe de la deuxième étape et perd ainsi sa place de leader. Quatre cyclistes figurent dans le groupe de tête des deux étapes, et ils mènent conjointement le Tour. Le premier événement important se produit dans la troisième étape, lorsque l'ancien vainqueur Octave Lapize abandonne la course. Cet abandon est dû selon les sources, soit car il considère que ses gains sont insuffisants, ou car il pense que son équipe n'est pas assez bonne.
L'étape cruciale s'avère être la sixième. Au départ de celle-ci, le vainqueur de l'an dernier, Odiel Defraye, est en tête du classement général, avec 5 minutes d'avance sur Eugène Christophe. Dans cette sixième étape, les premières montagnes sont grimpées. Defraye abandonne rapidement et Christophe mène la course. Il arrive le premier sur l'Aubisque, puis en deuxième place derrière son coéquipier Philippe Thys sur le Tourmalet. En descendant du Tourmalet, Christophe est heurté par un véhicule de course et sa fourche se casse, rendant son vélo inutilisable. Les règles indiquent clairement qu'il doit réparer lui-même son vélo. Il fait 14 kilomètres à pied, vélo sur l'épaule, pour rejoindre Sainte-Marie-de-Campan. Là dans une forge, au nom du principe d'autonomie, Christophe est contraint de réparer lui-même sa machine. Le forgeron lui propose bien son aide, mais Christophe refuse : « je n'ai pas le droit ». Il travaille dessus pendant plus de trois heures, surveillé par les officiels de la course qui font en sorte qu'il ne soit aidé par personne. Quand Christophe demande à un petit garçon de faire fonctionner le soufflet, il est condamné à une amende de dix minutes. Après que sa bicyclette soit réparée, il repart et termine l'étape, 3 heures et 50 minutes après Thys. Il perd toutes ses chances dans le Tour, mais entre dans la légende.
Après cette sixième étape, Marcel Buysse est en tête. Dans la neuvième étape, Buysse casse son guidon et termine près de trois heures et demie après le vainqueur de l'étape Firmin Lambot. C'est la fin des chances de victoires pour Buysse. Il n'abandonne pas et gagne quatre des cinq étapes restantes.
La position de leader est transférée à Thys. Dans les dernières étapes, la course se résume à un duel entre Lucien Petit-Breton et Thys. Lors de la 14e étape, Petit-Breton chute et abandonne la course. Dans la même étape, Thys tombe également et reste inconscient pendant un moment. Quand il reprend conscience, il est aidé pour réparer son vélo. Toute aide était illégale en 1913, mais le jury ne lui inflige qu'une pénalité de 10 minutes. Thys termine l'étape et conserve plus de 8 minutes d'avance devant Gustave Garrigou au classement général. 200 000 Parisiens font un triomphe aux coureurs du Tour à l'occasion de l'arrivée finale dans la capitale française. 20 000 sont massés au Parc des Princes, mais c'est une véritable haie d'honneur qui honore les coureurs depuis Poissy jusqu'aux abords du Parc.
L'équipe la plus en vue sur ce Tour fut celle des cycles Peugeot qui court avec un maillot jaune. Malgré l'union sacrée de toutes les autres équipes contre elle, trois de ses membres terminent aux trois premières places du classement général.

## Résultats

### Les étapes
| Étape,    | Date        | Villes étapes                           |                   | Distance (km) | Vainqueur d’étape   | Leader du classement général                              |
| --------- | ----------- | --------------------------------------- | ----------------- | ------------- | ------------------- | --------------------------------------------------------- |
| 1re étape | 29 juin     | Paris - Boulogne-Billancourt – Le Havre | Étape de plaine   | 388           | Giovanni Micheletto | Giovanni Micheletto                                       |
| 2e étape  | 1er juillet | Le Havre – Cherbourg                    | Étape de plaine   | 364           | Jules Masselis      | Jules Masselis Alfons Lauwers Marcel Buysse Odile Defraye |
| 3e étape  | 3 juillet   | Cherbourg – Brest                       | Étape de plaine   | 405           | Henri Pélissier     | Odile Defraye                                             |
| 4e étape  | 5 juillet   | Brest – La Rochelle                     | Étape de plaine   | 470           | Marcel Buysse       | Odile Defraye                                             |
| 5e étape  | 7 juillet   | La Rochelle – Bayonne                   | Étape de plaine   | 379           | Henri Van Lerberghe | Odile Defraye                                             |
| 6e étape  | 9 juillet   | Bayonne – Luchon                        | Étape de montagne | 326           | Philippe Thys       | Philippe Thys                                             |
| 7e étape  | 11 juillet  | Luchon – Perpignan                      | Étape de montagne | 324           | Marcel Buysse       | Marcel Buysse                                             |
| 8e étape  | 13 juillet  | Perpignan – Aix-en-Provence             | Étape de plaine   | 325           | Gustave Garrigou    | Marcel Buysse                                             |
| 9e étape  | 15 juillet  | Aix-en-Provence – Nice                  | Étape de montagne | 356           | Firmin Lambot       | Philippe Thys                                             |
| 10e étape | 17 juillet  | Nice – Grenoble                         | Étape de montagne | 333           | François Faber      | Philippe Thys                                             |
| 11e étape | 19 juillet  | Grenoble – Genève (SUI)                 | Étape de montagne | 325           | Marcel Buysse       | Philippe Thys                                             |
| 12e étape | 21 juillet  | Genève (SUI) – Belfort                  | Étape de montagne | 335           | Marcel Buysse       | Philippe Thys                                             |
| 13e étape | 23 juillet  | Belfort – Longwy                        | Étape de montagne | 325           | François Faber      | Philippe Thys                                             |
| 14e étape | 25 juillet  | Longwy – Dunkerque                      | Étape de plaine   | 393           | Marcel Buysse       | Philippe Thys                                             |
| 15e étape | 27 juillet  | Dunkerque – Paris - Parc des Princes    | Étape de plaine   | 340           | Marcel Buysse       | Philippe Thys                                             |

Note : le règlement ne fait aucune distinction entre les étapes de plaine ou de montagne ; les icônes indiquent simplement la présence ou non d'ascensions notables durant l'étape.
1. 1 2 3 4  À l'issue de l'étape 2, Masselis, Lauwers, Buysse et Defraye sont premiers ex æquo. Aucune règle n'existe en 1913 pour les départager.

### Classement général

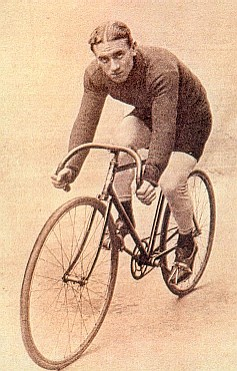
Philippe Thys, le vainqueur du Tour de France 1913.

| Classement général | Classement général      | Classement général | Classement général | Classement général  |
|                    | Coureur                 | Pays               | Équipe             | Temps               |
| ------------------ | ----------------------- | ------------------ | ------------------ | ------------------- |
| 1er                | Philippe Thys           | Belgique           | Peugeot            | en 197 h 54 min 0 s |
| 2e                 | Gustave Garrigou        | France             | Peugeot            | + 8 min 37 s        |
| 3e                 | Marcel Buysse           | Belgique           | Peugeot            | + 3 h 30 min 55 s   |
| 4e                 | Firmin Lambot           | Belgique           | Griffon            | + 4 h 12 min 45 s   |
| 5e                 | François Faber          | Luxembourg         | Peugeot            | + 6 h 26 min 4 s    |
| 6e                 | Alfons Spiessens        | Belgique           | J.B. Louvet        | + 7 h 57 min 52 s   |
| 7e                 | Eugène Christophe       | France             | Peugeot            | + 14 h 6 min 35 s   |
| 8e                 | Camillo Bertarelli      | Italie             | —                  | + 16 h 21 min 38 s  |
| 9e                 | Joseph Van Daele        | Belgique           | J.B. Louvet        | + 16 h 39 min 53 s  |
| 10e                | Émile Engel             | France             | Peugeot            | + 16 h 52 min 34 s  |
| 11e                | Louis Trousselier       | France             | J.B. Louvet        | + 18 h 11 min 13 s  |
| 12e                | Jules Deloffre          | France             | —                  | + 18 h 31 min 31 s  |
| 13e                | Clemente Canepari       | Italie             | J.B. Louvet        | + 19 h 11 min 13 s  |
| 14e                | Paul Deman              | Belgique           | Automoto           | + 19 h 27 min 2 s   |
| 15e                | Vincent D'Hulst         | Belgique           | —                  | + 20 h 10 min 12 s  |
| 16e                | Louis Petitjean         | Belgique           | —                  | + 22 h 0 min 27 s   |
| 17e                | Paul Hostein            | France             | Peugeot            | + 25 h 41 min 6 s   |
| 18e                | Maurice Leliaert        | Belgique           | —                  | + 26 h 18 min 25 s  |
| 19e                | Jean Alavoine           | France             | Peugeot            | + 27 h 43 min 47 s  |
| 20e                | Giuseppe Contesini (it) | Italie             | —                  | + 30 h 37 min 34 s  |
| 21e                | Louis Coolsaet (it)     | Belgique           | —                  | + 31 h 46 min 50 s  |
| 22e                | Achille De Smet         | Belgique           | —                  | + 54 h 44 min 7 s   |
| 23e                | Charles Dumont          | Suisse             | —                  | + 64 h 33 min 55 s  |
| 24e                | Celidonio Morini        | Italie             | —                  | + 76 h 31 min 47 s  |
| 25e                | Henri Alavoine          | France             | —                  | + 76 h 55 min 52 s  |
| modifier           |                         |                    |                    |                     |

## Liste des participants

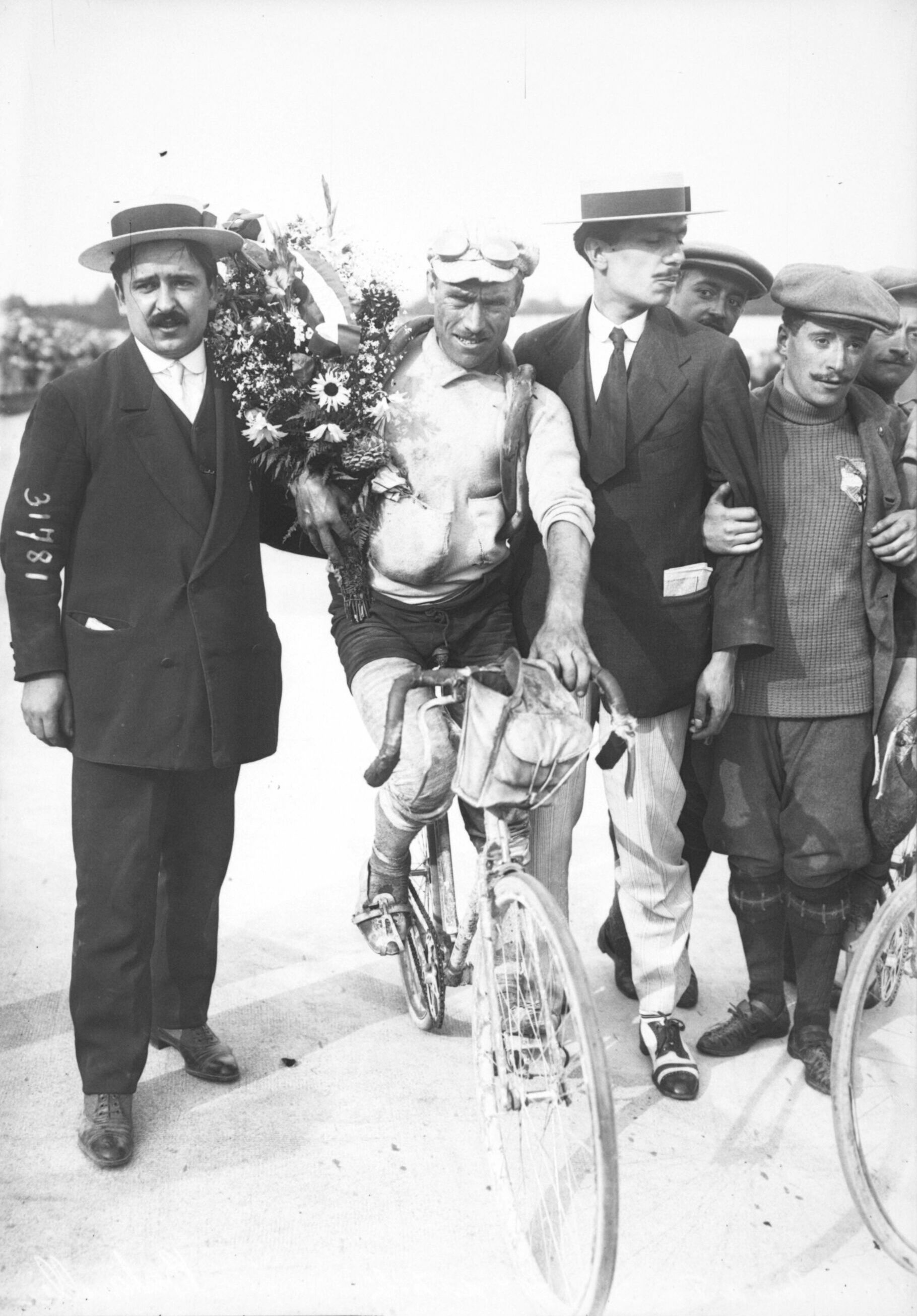
Camillo Bertarelli, entouré de spectateurs, à l'arrivée du Tour de France 1913 (photo prise le 27 juillet 1913.

Le tableau ci-dessous liste les coureurs inscrits.
| Légende | Légende                                                                    | Légende | Légende                                                    |
| ------- | -------------------------------------------------------------------------- | ------- | ---------------------------------------------------------- |
| Num     | Dossard de départ porté par le coureur sur ce Tour                         | Pos     | Position à l'arrivée de la course                          |
|         | Indique un maillot de champion national ou mondial, suivi de sa spécialité | NP      | Indique un coureur qui n'a pas pris le départ de la course |
| AB      | Indique un coureur qui n'a pas terminé la course                           | HD      | Indique un coureur qui a terminé la course hors des délais |

| La Française | La Française              | La Française |
| ------------ | ------------------------- | ------------ |
| Num          | Coureur                   | Pos          |
| 1            | Émile Georget (FRA)       | NP-4         |
| 2            | Charles Crupelandt (FRA)  | AB-3         |
| 3            | Octave Lapize (FRA)       | AB-3         |
| 4            | Paul Duboc (FRA)          | NP-4         |
| 5            | Maurice Brocco (FRA)      | AB-3         |
| 6            | Charles Cruchon (FRA)     | AB-3         |
| 7            | Arthur Maertens (BEL)     | NP-4         |
| 8            | Pierre Van De Velde (BEL) | AB-3         |

| Peugeot | Peugeot                 | Peugeot |
| ------- | ----------------------- | ------- |
| Num     | Coureur                 | Pos     |
| 9       | François Faber (LUX)    | 5e      |
| 10      | Jean Alavoine (FRA)     | 19e     |
| 11      | Eugène Christophe (FRA) | 7e      |
| 12      | Marcel Buysse (BEL)     | 3e      |
| 13      | Paul Holstein (FRA)     | 17e     |
| 14      | Gustave Garrigou (FRA)  | 2e      |
| 15      | Philippe Thys (BEL)     | 1er     |
| 16      | Émile Engel (BEL)       | 10e     |

| Automoto | Automoto                  | Automoto |
| -------- | ------------------------- | -------- |
| Num      | Coureur                   | Pos      |
| 17       | Lucien Petit-Breton (FRA) | AB-14    |
| 18       | Georges Passerieu (FRA)   | AB-2     |
| 19       | Paul Deman (BEL)          | 14e      |
| 20       | Maurice Leturgie (FRA)    | AB-5     |
| 21       | Victor Doms (BEL)         | AB-3     |
| 22       | Constant Niedergang (FRA) | AB-3     |
| 23       | Charles Charron (FRA)     | AB-6     |
| 24       | Constant Ménager (FRA)    | AB-3     |

| Alcyon | Alcyon                  | Alcyon |
| ------ | ----------------------- | ------ |
| Num    | Coureur                 | Pos    |
| 25     | Odile Defraye (BEL)     | AB-6   |
| 26     | René Vandenberghe (BEL) | AB-7   |
| 27     | Henri Pélissier (FRA)   | AB-6   |
| 28     | Louis Heusghem (BEL)    | AB-7   |
| 29     | Jean Rossius (BEL)      | AB-7   |
| 30     | Louis Mottiat (BEL)     | AB-7   |
| 31     | Jules Masselis (BEL)    | AB-7   |
| 32     | Émile Masson (BEL)      | AB-4   |

| Liberator | Liberator             | Liberator |
| --------- | --------------------- | --------- |
| Num       | Coureur               | Pos       |
| 33        | Achille Depauw (BEL)  | NP-4      |
| 34        | Henri Hanlet (BEL)    | NP-4      |
| 35        | Marcel Godivier (FRA) | NP-4      |
| 36        | Alfons Lauwers (BEL)  | NP-4      |

| Griffon | Griffon                   | Griffon |
| ------- | ------------------------- | ------- |
| Num     | Coureur                   | Pos     |
| 37      | Giovanni Micheletto (ITA) | AB-3    |
| 38      | Firmin Lambot (BEL)       | 4e      |
| 39      | Angelo Gremo (ITA)        | AB-3    |
| 40      | Félicien Salmon (BEL)     | AB-4    |

| J.B. Louvet | J.B. Louvet             | J.B. Louvet |
| ----------- | ----------------------- | ----------- |
| Num         | Coureur                 | Pos         |
| 41          | Joseph Vandaele (BEL)   | 9e          |
| 42          | Alfons Spiessens (BEL)  | 6e          |
| 43          | Dario Beni (ITA)        | NP-1        |
| 44          | Pierino Albini (ITA)    | AB-6        |
| 45          | Clemente Canepari (ITA) | 13e         |
| 46          | Eberardo Pavesi (ITA)   | AB-6        |
| 47          | Louis Trousselier (FRA) | 11e         |
| 48          | René Guénot (FRA)       | AB-6        |

| Armor | Armor                 | Armor |
| ----- | --------------------- | ----- |
| Num   | Coureur               | Pos   |
| 49    | Léon Scieur (BEL)     | AB-7  |
| 50    | Hector Heusghem (BEL) | AB-7  |

| Labor | Labor                 | Labor |
| ----- | --------------------- | ----- |
| Num   | Coureur               | Pos   |
| 51    | Henri Devroye (BEL)   | AB-7  |
| 52    | Jacques Coomans (BEL) | AB-7  |

| Coureurs isolés | Coureurs isolés              | Coureurs isolés |
| --------------- | ---------------------------- | --------------- |
| Num             | Coureur                      | Pos             |
| 101             | Maurice Billion (SUI)        | AB-3            |
| 102             | André Blandet (FRA)          | AB-6            |
| 103             | Alcide Rivière (FRA)         | AB-6            |
| 104             | Luigi Gorret (FRA)           | AB-1            |
| 105             | Léon Bonnery (FRA)           | AB-1            |
| 106             | François Chevalier (FRA)     | AB-6            |
| 107             | Henri Alavoine (FRA)         | 25e             |
| 108             | Alfred Niklaus (FRA)         | AB-1            |
| 109             | Henri Timmermann (FRA)       | NP-2            |
| 110             | Albert Cartigny (FRA)        | AB-1            |
| 111             | Albert Nouchet (FRA)         | HD-3            |
| 112             | Émile Caudrelier (FRA)       | NP-1            |
| 113             | Maurice Leliaert (BEL)       | 18e             |
| 114             | Ernest Berthet (FRA)         | AB-1            |
| 115             | Georges Oudin (FRA)          | AB-4            |
| 116             | Vincent Dhulst (FRA)         | 15e             |
| 117             | François Bertrand (FRA)      | AB-1            |
| 118             | Fernand Pin (FRA)            | AB-4            |
| 119             | Louis Gabba (FRA)            | AB-4            |
| 120             | René Barret (FRA)            | AB-1            |
| 121             | Albert Macon (FRA)           | AB-2            |
| 122             | Christian Christiensen (DEN) | AB-13           |
| 123             | Marcel Rottie (FRA)          | AB-6            |
| 124             | Émile Bouhours (FRA)         | AB-1            |
| 125             | Augustin Ringeval (FRA)      | AB-2            |
| 126             | Francis Lallement (FRA)      | AB-1            |
| 127             | Alain Andrin (FRA)           | AB-1            |
| 128             | Louis Coolsaet (BEL)         | 21e             |
| 129             | Achille De Smet (BEL)        | 22e             |
| 130             | André Batilly (FRA)          | AB-1            |
| 131             | Lucien Leman (FRA)           | AB-3            |
| 132             | Louis Tuffier (FRA)          | NP-1            |
| 133             | Charles Dumont (SUI)         | 23e             |
| 134             | Ernest Tobler (SUI)          | AB-6            |
| 135             | Michel Franc (FRA)           | AB-1            |
| 136             | Louis Flamand (FRA)          | AB-4            |
| 137             | Guido De Coster (FRA)        | AB-4            |

| Coureurs isolés (suite) | Coureurs isolés (suite)     | Coureurs isolés (suite) |
| ----------------------- | --------------------------- | ----------------------- |
| Num                     | Coureur                     | Pos                     |
| 138                     | Nello Ruozzi (FRA)          | NP-1                    |
| 139                     | Alphonse Brutin (FRA)       | NP-1                    |
| 140                     | Maurice Borel (FRA)         | AB-6                    |
| 141                     | Jean Garini (FRA)           | NP-1                    |
| 142                     | Henri Ménager (FRA)         | AB-4                    |
| 143                     | Celidonio Morini (SUI)      | 24e                     |
| 144                     | Joseph Van Siebenthal (BEL) | NP-1                    |
| 145                     | Paul Lépine (FRA)           | AB-3                    |
| 146                     | Louis Villemus (ITA)        | AB-2                    |
| 147                     | Ali Neffati (TUN)           | AB-4                    |
| 148                     | Louis Ferrault (FRA)        | AB-1                    |
| 149                     | Émile Lachaise (FRA)        | AB-6                    |
| 150                     | Auguste Spelle (FRA)        | AB-5                    |
| 151                     | Jules Deloffre (FRA)        | 12e                     |
| 152                     | Peter Bohm (GER)            | AB-7                    |
| 153                     | Joanny Panel (FRA)          | AB-4                    |
| 154                     | Louis Verbraecken (BEL)     | AB-4                    |
| 155                     | Charles Privat (FRA)        | AB-1                    |
| 156                     | Julien Mahé (FRA)           | NP-1                    |
| 157                     | Auguste Rossignol (FRA)     | NP-2                    |
| 158                     | André Renard (FRA)          | AB-2                    |
| 159                     | Camille Mathieu (FRA)       | AB-13                   |
| 160                     | Henri Pépin (FRA)           | NP-1                    |
| 161                     | Eugène Monnerat (FRA)       | AB-4                    |
| 162                     | Louis Molière (FRA)         | AB-1                    |
| 163                     | Auguste Pierron (FRA)       | AB-2                    |
| 164                     | Henri Fontaine (FRA)        | AB-7                    |
| 165                     | Yves Quideau (FRA)          | AB-1                    |
| 166                     | Albert Chiarena (FRA)       | AB-1                    |
| 167                     | Maurice Rossi (FRA)         | AB-1                    |
| 168                     | Pierre Delplace (FRA)       | AB-2                    |
| 169                     | Camillo Bertarelli (ITA)    | 8e                      |
| 170                     | Henri Murat (FRA)           | AB-1                    |
| 171                     | Marcel Allain (FRA)         | AB-1                    |
| 172                     | Gaston Neboux (FRA)         | AB-6                    |
| 173                     | Philippe Alary (FRA)        | AB-1                    |
| 174                     | Camille Botte (BEL)         | AB-10                   |

| Coureurs isolés (suite) | Coureurs isolés (suite)    | Coureurs isolés (suite) |
| ----------------------- | -------------------------- | ----------------------- |
| Num                     | Coureur                    | Pos                     |
| 175                     | Giuseppe Contesini (ITA)   | 20e                     |
| 176                     | Joseph Chanteperdrix (FRA) | AB-4                    |
| 177                     | Guido Vercellino (ITA)     | NP-1                    |
| 178                     | Adolphe Dorion (FRA)       | AB-3                    |
| 179                     | Louis Houlotte (FRA)       | NP-1                    |
| 180                     | Eugène Leroy (FRA)         | AB-1                    |
| 181                     | Espinas (FRA)              | NP-1                    |
| 182                     | Henri Yvon (FRA)           | NP-1                    |
| 183                     | Laurent Quemeneur (FRA)    | AB-1                    |
| 184                     | Lucien Cornu (FRA)         | AB-1                    |
| 185                     | Georges Devilly (FRA)      | AB-2                    |
| 186                     | Henri Séverin (FRA)        | AB-1                    |
| 187                     | Gustave Verbeken (BEL)     | AB-4                    |
| 188                     | Charles Lemaire (FRA)      | NP-1                    |
| 189                     | Firmin Pauloin (FRA)       | NP-1                    |
| 190                     | Émile Druz (FRA)           | AB-10                   |
| 191                     | Henri Leclerc (FRA)        | AB-1                    |
| 192                     | Émile Eigeldinger (FRA)    | NP-1                    |
| 193                     | Jean Bouillet (FRA)        | AB-4                    |
| 194                     | Pierre Everaerts (BEL)     | NP-11                   |
| 195                     | Joseph Verdickt (BEL)      | AB-1                    |
| 196                     | Hubert Samyn (BEL)         | AB-13                   |
| 197                     | Victor Cathera (FRA)       | NP-1                    |
| 198                     | Maurice Lartigue (FRA)     | NP-6                    |
| 199                     | Louis Petitjean (BEL)      | 16e                     |
| 200                     | Jos Zorloni (SUI)          | AB-3                    |
| 201                     | Ottavio Pratesi (ITA)      | NP-1                    |
| 202                     | André Gérard (FRA)         | NP-1                    |
| 203                     | Crémont (FRA)              | NP-1                    |
| 204                     | Anthony Wattelier (FRA)    | AB-1                    |
| 205                     | Jules Salès (BEL)          | AB-3                    |
| 202                     | François Julien (FRA)      | NP-1                    |
| 207                     | Eugène Platteau (BEL)      | AB-1                    |
| 208                     | Henri Vanlerberghe (BEL)   | AB-7                    |
| 209                     | Albert Dupont (BEL)        | AB-4                    |